# Pichi Alonso
Ángel Alonso Herrera, detto Pichi (Benicarló, 17 dicembre 1954), è un allenatore di calcio ed ex calciatore spagnolo, di ruolo attaccante.

## Carriera

### Giocatore
È cresciuto nel CD Castellón, squadra in cui ha giocato per due stagioni prima di arrivare al Real Saragozza. Nel 1982 è passato al Barcellona, con cui ha giocato per quattro stagioni vincendo una Coppa di Spagna, un campionato spagnolo, una Supercoppa spagnola e due Coppe de la Liga.  Nel 1986 si è trasferito al club rivale dell'Espanyol, con cui ha giocato fino al ritiro nel 1989. Ha collezionato tre presenze con la nazionale spagnola.

### Allenatore
Ha iniziato a lavorare nel 1992 al Figueres. Nel 1995 è diventato l'allenatore della selezione catalana, che ha lasciato nel 2005; contemporaneamente ha lavorato anche per la Televisió de Catalunya.
Nel 2006 ha allenato il Metalurh Donetsk, in Ucraina.
Nel 2018 partecipò a un progetto sportivo promosso dall'Università di Hebei, in Cina, insieme al connazionale ed ex compagno di squadra Víctor Muñoz, con l'obiettivo di sviluppare il calcio giovanile cinese, esportando metodi utilizzati dal Barcellona. Tuttavia rientrò dopo un solo anno a causa di divergenze con i dirigenti locali..

## Palmarès

### Giocatore

#### Club
- Segunda División spagnola: 1

Real Saragozza: 1977-1978
- Coppa di Spagna: 1

Barcellona: 1982-1983
- Coppa della Liga: 2

Barcellona: 1982-1983, 1985-1986
- Supercoppa di Spagna: 1

Barcellona: 1983
- Campionato spagnolo: 1

Barcellona: 1984-1985